# Sunburst Award
Prêmio Sunburst ou The Sunburst Award for Canadian Literature of the Fantastic é um prêmio anual dado por uma novela de ficção especulativa ou uma coleção de livros.

## História
O nome do prêmio vem do título da primeira novela de Phyllis Gotlieb, Sunburst (1964). O primeiro prêmio foi concedido em 2001. O prêmio consiste em um prêmio em dinheiro (C$ 1.000 em 2001-2005) e um medalhão. O vencedor é selecionado por um conjunto de jurados e um novo júri é trocado a cada ano.

## Lista de vencedores do prêmio
| Year | Winner                                                                       | Work title                                              |
| ---- | ---------------------------------------------------------------------------- | ------------------------------------------------------- |
| 2001 | Sean Stewart                                                                 | Galveston                                               |
| 2002 | Margaret Sweatman                                                            | When Alice Lay Down with Peter                          |
| 2003 | Nalo Hopkinson                                                               | Skin Folk                                               |
| 2004 | Cory Doctorow                                                                | A Place So Foreign and 8 More                           |
| 2005 | Geoff Ryman                                                                  | Air                                                     |
| 2006 | Holly Phillips                                                               | In the Palace of Repose                                 |
| 2007 | Mark Frutkin                                                                 | Fabrizio's Return                                       |
| 2008 | Adult: Nalo Hopkinson Young adult: Joanne Proulx                             | The New Moon's Arms Anthem of a Reluctant Prophet       |
| 2009 | Adult: Andrew Davidson Young adult: Cory Doctorow                            | The Gargoyle Little Brother                             |
| 2010 | Adult: A. M. Dellamonica Young adult: Hiromi Goto                            | Indigo Springs Half World                               |
| 2011 | Adult: Guy Gavriel Kay Young adult: Paul Glennon                             | Under Heaven Bookweirder                                |
| 2012 | Adult: Geoff Ryman Young adult: Catherine Austen                             | Paradise Tales All Good Children                        |
| 2013 | Adult: Martine Desjardins Young adult: Rachel Hartman                        | Maleficium Seraphina                                    |
| 2014 | Adult: Ruth Ozeki Young adult: Charles de Lint                               | A Tale for the Time Being The Cats of Tanglewood Forest |
| 2015 | Thomas King Young adult: Cecil Castellucci                                   | The Back of the Turtle Tin Star                         |
| 2016 | Adult: Gemma Files Young adult: Leah Bobet Short Story: Catherine A. MacLeod | Experimental Film An Inheritance of Ashes Hide and Seek |